# Jesse Tyler Ferguson
Pour les articles homonymes, voir Tyler et Ferguson.
Jesse Tyler Ferguson est un acteur américain, né le 22 octobre 1975 à Missoula (Montana). Il est principalement connu pour son rôle de Mitchell Pritchett dans la série télévisée Modern Family, diffusée de 2009 à 2020 sur ABC.

## Biographie
Ferguson est né à Missoula dans l'État du Montana. Il a vécu à Albuquerque au Nouveau-Mexique. À l'âge de 8 ans, il décide de devenir comédien en rejoignant une compagnie de théâtre, où il demeure pendant six ans. C'est un des premiers acteurs à intégrer la série à succès Modern Family dans laquelle il joue le rôle de Mitchell Pritchett, un homosexuel en couple qui adopte un enfant. Il pense que le succès de son couple à l'écran est un moyen de faire évoluer les esprits sur un public réticent au mariage gay ou à l'homoparentalité. Comme dans la série, Ferguson est ouvertement homosexuel. Il s'est confié trois fois à ce sujet à son père : à l'âge de 17 ans, de 19 ans et de 21 ans. Après une relation avec Zachary Quinto, Ferguson annonce en septembre 2012 qu'il partage depuis deux ans la vie d'un avocat, Justin Mikita. Ils se marient à New York, le 20 juillet 2013, avec pour témoin Tony Kushner. Leur fils, Beckett Mercer Ferguson-Mikita est né le 7 juillet 2020.
Le 15 novembre 2022, ils annoncent avoir accueillis leur deuxième enfant, un garçon nommé Sullivan Louis Ferguson-Mikita.

## Filmographie

### Longs métrages
- 2001 : Ordinary Sinner : Ogden
- 2004 : Mercury in Retrograde : Duane
- 2006 : Griffin & Phoenix : un étudiant
- 2008 : Intraçable : Arthur James Elmer
- 2009 : Wonderful World : Cyril
- 2012 : Stars in Shorts : Jason (dans The Procession)
- 2012 : Red
- 2012 : Proposition 8 : Dr Ilan Meyer
- 2023 : Cocaine Bear d'Elizabeth Banks

### Court métrage
- 2012 : Stars in Shorts : Jason (dans The Procession)

### Doublage
- 2016 : L'Âge de glace : Les Lois de l'Univers : Shangri Lama

### Télévision

#### Séries
- 2006-2007 : La Classe : Richie Velc (19 épisodes)
- 2007-2010 : Ugly Betty : Gabe Farkus (2 épisodes)
- 2008 : Do Not Disturb : Larry (5 épisodes)
- 2009 : The Battery's Down : Shamus McKelvy (1 épisode)
- 2009-2020  : Modern Family : Mitchell Pritchett
- 2012 : Submissions Only : Jared Halstead (1 épisode)
- 2013 : Web Therapy : Steve Olson (3 épisodes)
- 2013 : Hot in Cleveland : Wes (1 épisode)
- 2022 : High School Musical : La Comédie musicale, la série : Marvin (Saison 3)
- 2024 : Elsbeth (Saison 1 - Épisode 2) : Skip Mason

##### Téléfilm
- 2000 : Sally Hemings : An American Scandal : Tom Hemings jeune

##### Émissions
- 2011-2013 : Tu crois que tu sais danser : juge invité (7 épisodes)
- 2012 : RuPaul's Drag Race : un invité
- 2013 : Do Something Awards : Honoré
- 2013 : Project Runway : un invité
- 2014 : Backstage with Disney on Broadway : Celebrathing : Un invité (hôte)
- 2015 : Comedy Bang! Bang ! : un invité
- 2015 : Running Wild with Bear Grylls : un invité (saison 2 - épisode 2)
- 2020 : Les Maçons du cœur : animateur (saison 10 - 10 épisodes)

## Théâtre
- 1998 - 1999 : On the Town : Chip
- The Most Fabulous Story Ever Told : ?
- 2003 - 2009 : Little Fish : Marco
- Where Do We Live : ?
- Newyorkers : ?
- Hair : Margaret Mead
- SantaLand Diaries : ?
- Le Songe d'une nuit d'été : Francis Flute
- The Complete Works of William Shakespeare (en) : ?
- 2005 - 2008 : The 25th Annual Putnam County Spelling Bee : Leaf Coneybear
- 2005 : On the Twentieth Century (en) : Max Jacobs
- 2010 : Le Conte d'hiver : fils de Shepard
- 2010 : Le Marchand de Venise : Launcelot Gobbo
- 2012 : The Producers : Leo Bloom
- 2013 : La Comédie des erreurs : Dromio de Syracuse / Dromio d'Éphèse
- 2015 : Spamalot : Sir Robin
- 2016 : Fully Committed : Ezra
- 2018 : Log Cabin : Sam et autres
- 2022 : Take Me Out : Mason Marzac
- 2025 : Here We Are : Paul Zimmer

## Discographie

### Singles
- 2012 : My Lifelong Love

### Apparition
- 2015 : Sing de Pentatonix

## Récompenses et nominations

### Nominations
- 2009 : Screen Actors Guild Award de la meilleure distribution pour une série télévisée comique pour Modern Family
- 2010 : Screen Actors Guild Award de la meilleure distribution pour une série télévisée comique pour Modern Family
- 2010 : Primetime Emmy Award du meilleur acteur dans un second rôle dans une série télévisée comique pour le rôle de Mitchell Pritchett dans Modern Family
- 2011 : Primetime Emmy Award du meilleur acteur dans un second rôle dans une série télévisée comique pour le rôle de Mitchell Pritchett dans Modern Family
- 2012 : Primetime Emmy Award du meilleur acteur dans un second rôle dans une série télévisée comique pour le rôle de Mitchell Pritchett dans Modern Family
- 2012 : People's Choice Awards de la meilleure série pour Modern Family
- 2013 : Primetime Emmy Award du meilleur acteur dans une série télévisée comique pour le rôle de Mitchell Pritchell dans Modern Family
- 2013 : People's Choice Awards de la meilleure série pour Modern Family
- 2014 : Screen Actors Guild Award de la meilleure distribution pour une série télévisée comique pour Modern Family
- 2014 : Primetime Emmy Award du meilleur acteur dans un second rôle dans une série télévisée comique pour le rôle de Mitchell Pritchell Modern Family
- 2015 : Screen Actors Guild Award de la meilleure distribution pour une série télévisée comique pour Modern Family

### Récompenses
- 2005 : Drama Desk Awards pour The 25th AnnualPutnam Counting Spelling Bee
- 2010 : Screen Actors Guild Award de la meilleure distribution pour une série télévisée comique pour Modern Family
- 2011 : Screen Actors Guild Award de la meilleure distribution pour une série télévisée comique pour Modern Family
- 2012 : Screen Actors Guild Award de la meilleure distribution pour une série télévisée comique pour Modern Family
- 2013 : Screen Actors Guild Award de la meilleure distribution pour une série télévisée comique pour Modern Family
- 2016 : Drama Desk Awards de la meilleure performance solo pour Fully Committed
- 2022 : Tony Awards du meilleur acteur dans un second rôle pour Take Me Out